# David Conner
David John Conner, KCVO, né le 6 avril 1947 à Erith est un ecclésiastique anglican britannique. Il est évêque des Forces armées entre 2001 et 2009. Il est évêque de Lynn, évêque suffragant du diocèse de Norwich, de 1994 à 1998, évêque des Forces armées de 2001 à 2008 et doyen de Windsor de 1998 à 2023.

## Biographie
Conner est le fils de William Ernest Conner et de Joan Millington Conner . Il fait ses études à Erith Grammar School, puis à Exeter College, à Oxford et à St Stephen's House, à Oxford. Il est ordonné diacre le 29 juin 1971 par Christopher Pepys, évêque de Buckingham à St Martin's, Fenny Stratford  (et vraisemblablement comme prêtre environ un an plus tard). Après avoir également passé un an au ministère de l'Éducation d'Oxford, peu de temps après son ordination, il rejoint l'aumônerie à la St Edward's School, Oxford (de 1971 à 1980) et plus tard à Winchester. Pendant un certain temps, il est aumônier examinateur de l'évêque de Winchester. Il est consacré évêque le 2 février 1994 à la cathédrale Saint-Paul de Londres, par George Carey, archevêque de Cantorbéry. Il est évêque de Lynn de 1994 à 1998, année où il est nommé doyen de Windsor; dans ce poste, Conner est enregistreur de l'ordre de la Jarretière et un aumônier domestique d'Élisabeth II. De 2001 à 2009, il est parallèlement évêque auprès des Forces armées. Il quitte sa fonction de doyen en 2023.
Pendant de nombreuses années, Conner est étroitement impliqué dans la sélection des candidats à l'ordination et dans l'inspection des collèges théologiques, des cours et des programmes. Il est gouverneur de plusieurs écoles et collèges. Il est membre honoraire du Girton College, Cambridge.
Conner est nommé chevalier commandeur de l'ordre royal de Victoria (KCVO) dans les honneurs du Nouvel An 2010.
En 1969, Conner épouse Jayne Maria Evans; ils ont deux fils .